# Blackheart Man
Albums de Bunny Wailer
Protest
(1977)
Blackheart Man est le premier album enregistré par Bunny Wailer après avoir quitté les Wailers. Les musiciens qui accompagnent le chanteur sont ceux des Wailers. Même Peter Tosh participe à l'enregistrement, en tant que musicien et choriste. Bob Marley participe quant à lui au chœur du morceau Dreamland
Dream Land est un remix du single Dreamland enregistré en février 1971 par les Wailers pour Lee Perry. Quant à Fighting Against Convictions, écrit par Bunny pendant son incarcération (de juillet 1967 à septembre 1968), c'est un remix du single Battering Down Sentence enregistré en 1974 par Bunny pour son label Solomonic.
L'enregistrement des huit autres titres a lieu durant l'été 1975. Reincarnated Souls et The Oppressed Song avaient été enregistrés en avril 1973 et devaient figurer sur l'album Burnin' (qui devait d'ailleurs initialement s'appeler Reincarnated Souls). Ils avaient finalement été écartés de la maquette finale et Bunny les réenregistre donc en solo.

## Titres
Face A
1. Blackheart Man (Livingston) - 6:17
2. Fighting Against Convictions (Livingston) - 5:11
3. The Oppressed Song (Livingston) - 3:22
4. Fig Tree (Livingston) - 3:07
5. Dream Land (Livingston) - 2:47

Face B
1. Rasta Man (Livingston) - 3:51
2. Reincarnated Souls (Livingston) - 3:43
3. Armagideon (Armagedon) (Livingston) - 6:46
4. Bide Up (Livingston) - 2:33
5. This Train (traditionnel)

## Musiciens
- Voix, - Bunny Wailer
- Chœurs - Bunny Wailer, Peter Tosh, Bob Marley sur Dream land
- Batterie - Carlton "Carlie" Barrett
- Basse - Robbie Shakespeare, Aston "Family Man" Barrett
- Guitare - Peter Tosh, Earl "Chinna" Smith, Aston "Family Man" Barrett, Eric Frater, Bunny Wailer, M.Murray sur The Oppressed Song, Karl Pitterson sur This Train
- Clavier - Tyrone "Organ D" Downie, Harold Butler, Aston "Family Man" Barrett, Bernard "Touter" Harvey, Winston "Brubeck" Wright et Bobby sur Fighting Against Conviction
- Melodica - Peter Tosh, Tyrone "Organ D" Downie sur This Train
- Harmonica : Peter Tosh
- Saxophone ténor - Tommy McCook, Richard "Dirty Harry" Hall
- Saxophone alto - Herman Marquis
- Trompette - Bobby Ellis
- Flute : Tommy McCook
- Percussions - Bunny Wailer, Willy Pep, Larry McDonald sur Bide Up, Neville Garrick sur This Train